# Eristalis abusiva
Eristalis abusiva (лат.) — вид мух-журчалок из подсемейства Eristalinae.

## Описание
Муха длиной от 8 до 11 мм, длина крыла 8—10 мм. Ариста неопушенная. Лицо полностью светлое или с очень узкой чёрной полосой. Глаза у самцов не соприкасаются. По описанию очень схож с другим видом мух-журчалок — Eristalis arbustorum.

## Экология и местообитания
Взрослые мухи питаются пыльцой пижмы обыкновенной (Tanacetum vulgare), а также пыльцу с нектаром дудника лесного (Angelica sylvestris) и мяты душистой (Mentha suaveolens). Личинки живут в грязных водоёмах, где питаются остатками мёртвой растительности.

## Распространение
Встречается в Европе, Сибири, на Дальнем Востоке.

## Галерея

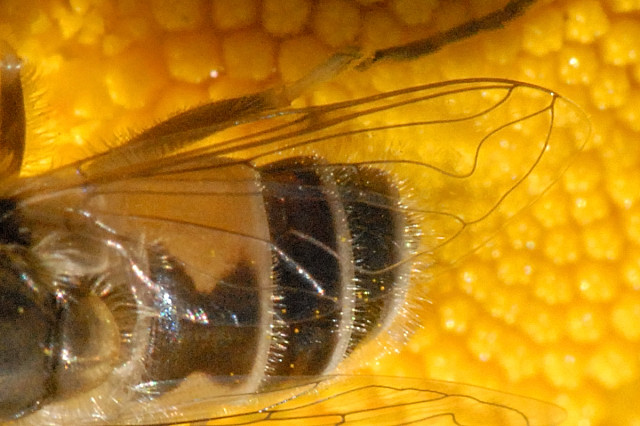